# Dysglyptogona
Dysglyptogona is een geslacht van vlinders van de familie spinneruilen (Erebidae), uit de onderfamilie Calpinae.

## Soorten
- D. dissimilis Warren, 1889
- D. geminilinea Hampson, 1926
- D. morada Felder, 1874
- D. murifera Dognin, 1914
- D. striatura Hampson, 1926